# Mistrovství světa superbiků 2008
 Mistrovství světa superbiků 2008  (oficiální název šampionátu HANNspree SBK Superbike World Championship) bylo 21. ročníkem Mistrovství světa superbiků. Šampionát započal 23. února 2008 závodem na katarském okruhu Losail, poslední závod sezóny se jel na tehdy zcela novém okruhu v portugalském Portimãu 2. listopadu.

## Kalendář
| *  | Datum        | Stát           | Okruh                   | 1. závod        | 2. závod        | Výsledky |
| -- | ------------ | -------------- | ----------------------- | --------------- | --------------- | -------- |
| 1  | 23. února    | Katar          | Losail                  | Troy Bayliss    | Fonsi Nieto     | Výsledky |
| 2  | 2. března    | Austrálie      | Phillip Island          | Troy Bayliss    | Troy Bayliss    | Výsledky |
| 3  | 6. dubna     | Španělsko      | Valencia                | Lorenzo Lanzi   | Norijuki Haga   | Výsledky |
| 4  | 27. dubna    | Nizozemsko     | Assen                   | Troy Bayliss    | Troy Bayliss    | Výsledky |
| 5  | 11. května   | Itálie         | Monza                   | Max Neukirchner | Norijuki Haga   | Výsledky |
| 6  | 1. června    | USA            | Miller Motorsports Park | Carlos Checa    | Carlos Checa    | Výsledky |
| 7  | 15. června   | Německo        | Nürburgring             | Norijuki Haga   | Norijuki Haga   | Výsledky |
| 8  | 29. června   | San Marino     | Misano                  | Max Neukirchner | Rubén Xaus      | Výsledky |
| 9  | 20. července | Česko          | Brno                    | Troy Bayliss    | Troy Bayliss    | Výsledky |
| 10 | 3. srpna     | Velká Británie | Donington Park          | Rjujči Kijonari | Rjujči Kijonari | Výsledky |
| 11 | 7. září      | Evropa         | Nürburgring             | Troy Bayliss    | Rjujči Kijonari | Výsledky |
| 12 | 21. září     | Itálie         | Vallelunga              | Norijuki Haga   | Norijuki Haga   | Výsledky |
| 13 | 5. října     | Francie        | Magny-Cours             | Norijuki Haga   | Troy Bayliss    | Výsledky |
| 14 | 2. listopadu | Portugalsko    | Portimão                | Troy Bayliss    | Troy Bayliss    | Výsledky |